# Pod acoperit

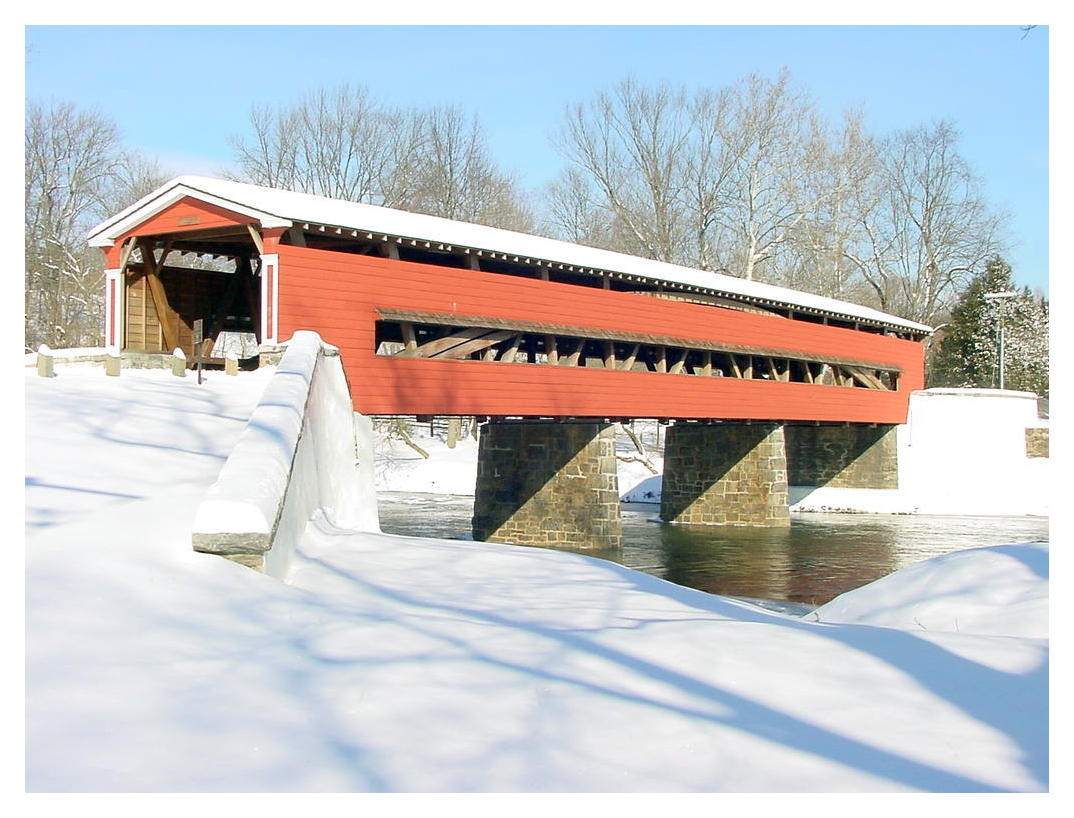
Podul Smith peste râul Brandywine din Delaware, (SUA)

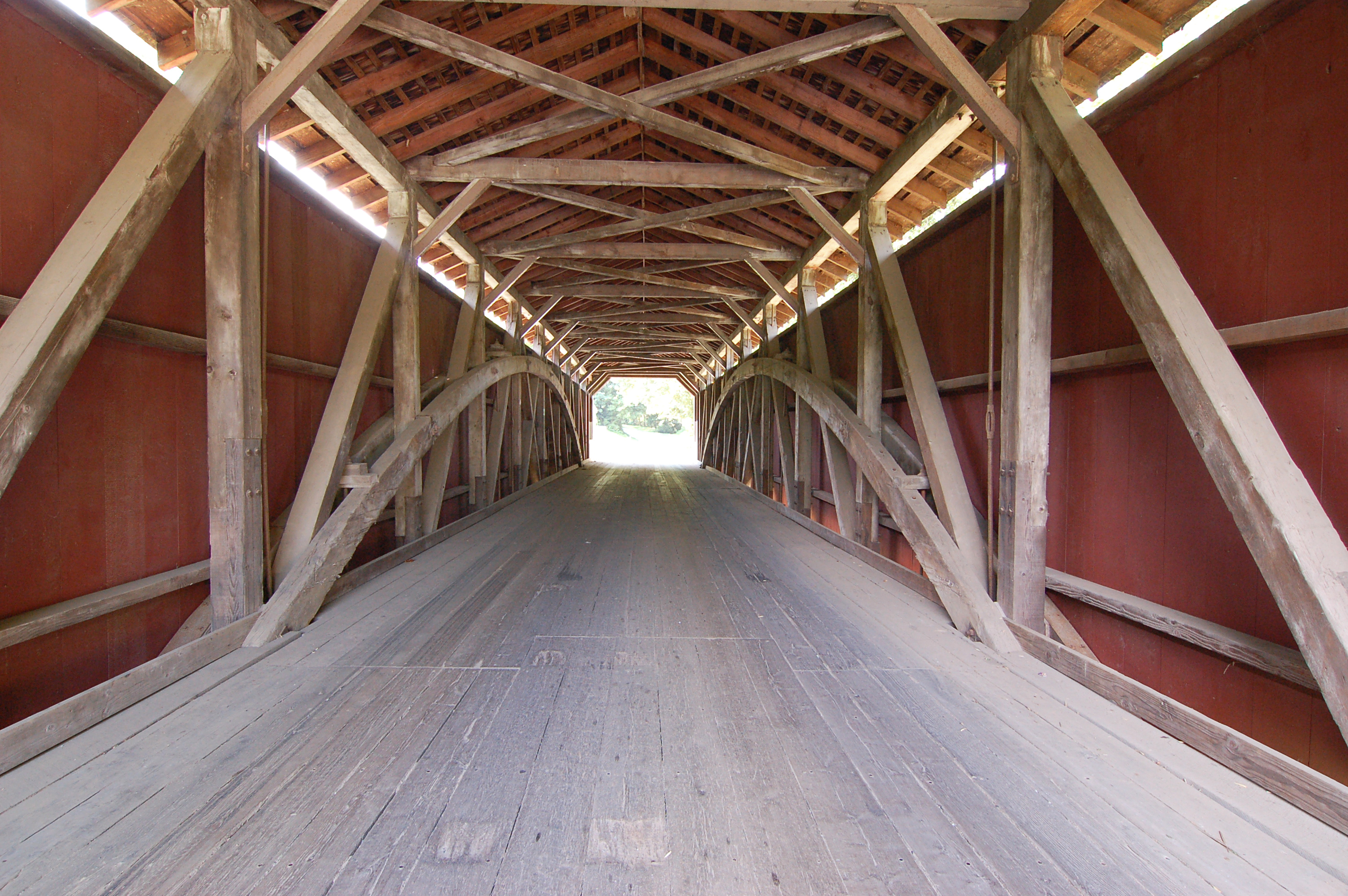
Podul Baumgardener din Comitatul Lancaster, Pennsylvania, (SUA), vedere interioară

Un pod acoperit este un pod cel mai adesea de mici dimensiuni și cu o singură bandă, având laturile închise și acoperiș. Cele mai faimoase sunt din lemn și au fost construite în America de Nord în secolul al XIX-lea. Cele mai multe sunt monumente istorice și reprezintă importante atracții turistice. Totuși, tradiția podurilor acoperite își are originile în Europa centrală.

## Poduri cu acoperiș din Europa

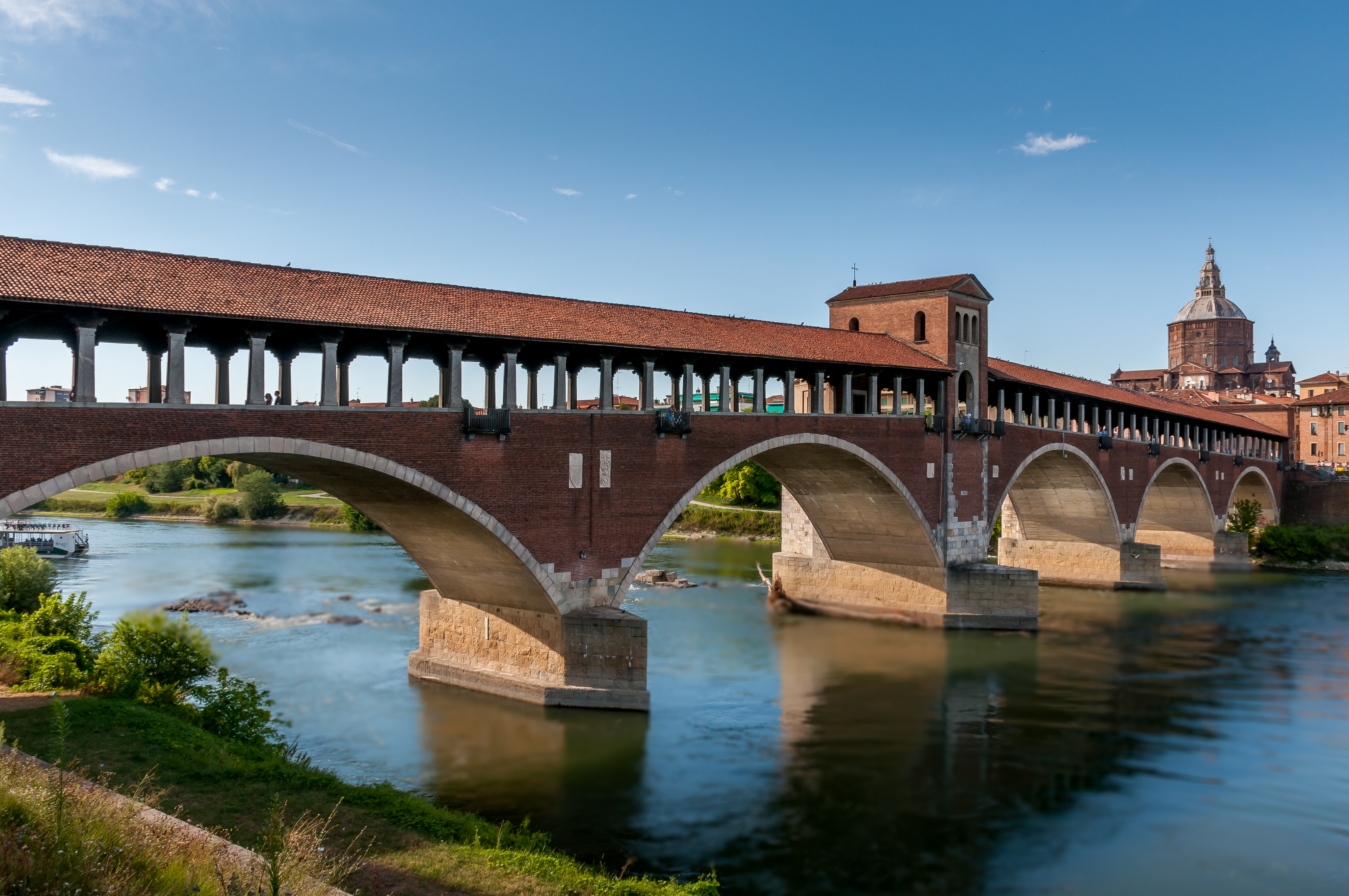
Podul Vecchio din Pavia, Italia

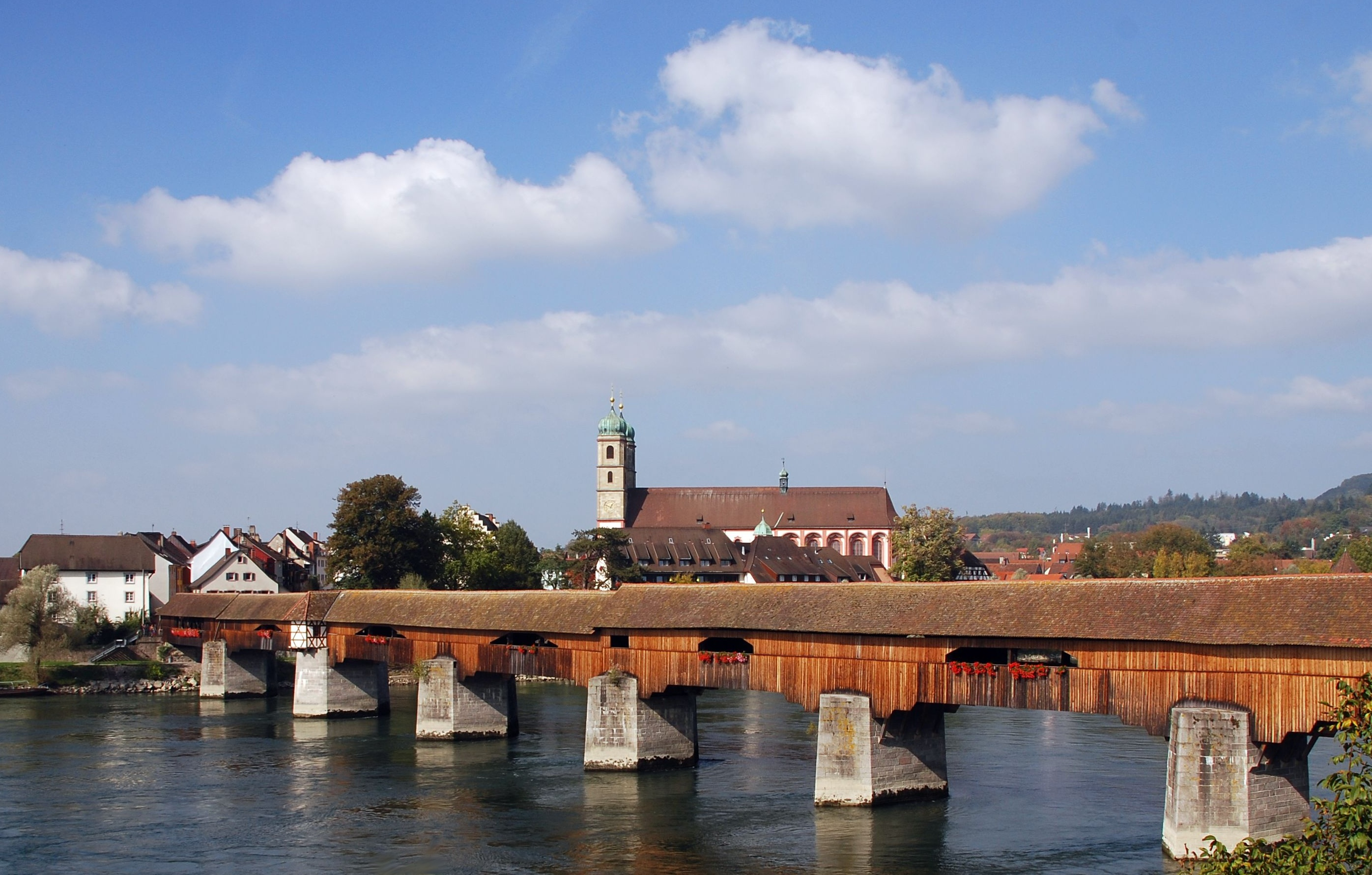
Podul de lemn din Bad Säckingen, în Baden-Württemberg, Germania

- Ponte Coperto peste râul Ticino din Pavia, Italia , construit în 1354
- Podul Rialto peste Grand Canale din Veneția, Italia , construit în 1591
- Podul dintre Bad Säckingen, Germania și  Stein, Elveția
- Podul din Brunnen peste raul Muota , lângă lacul Lucerna, Elveția
- Podul peste râul Saane/Sarine, lângă Fribourg, Elveția
- Kapellbrücke, lângă Lucerna, Elveția
- Irgandı, în Osmangazi, Turcia 1367
- Podul acoperit din Lovech, Bulgaria — 1874
- Podul acoperit din Oxford, Anglia —  1904
- Pont de Rohan peste râul Elorn în Landerneau, Britania, Franța, construit în secolele 16-17.

Printre cele mai faimoase poduri acoperite construite din piatră se numără: podul Rialto din Veneția, Podul suspinelor din Veneția, precum și podurile acoperite din Cambridge și Oxford.

## Poduri acoperite din America de Nord

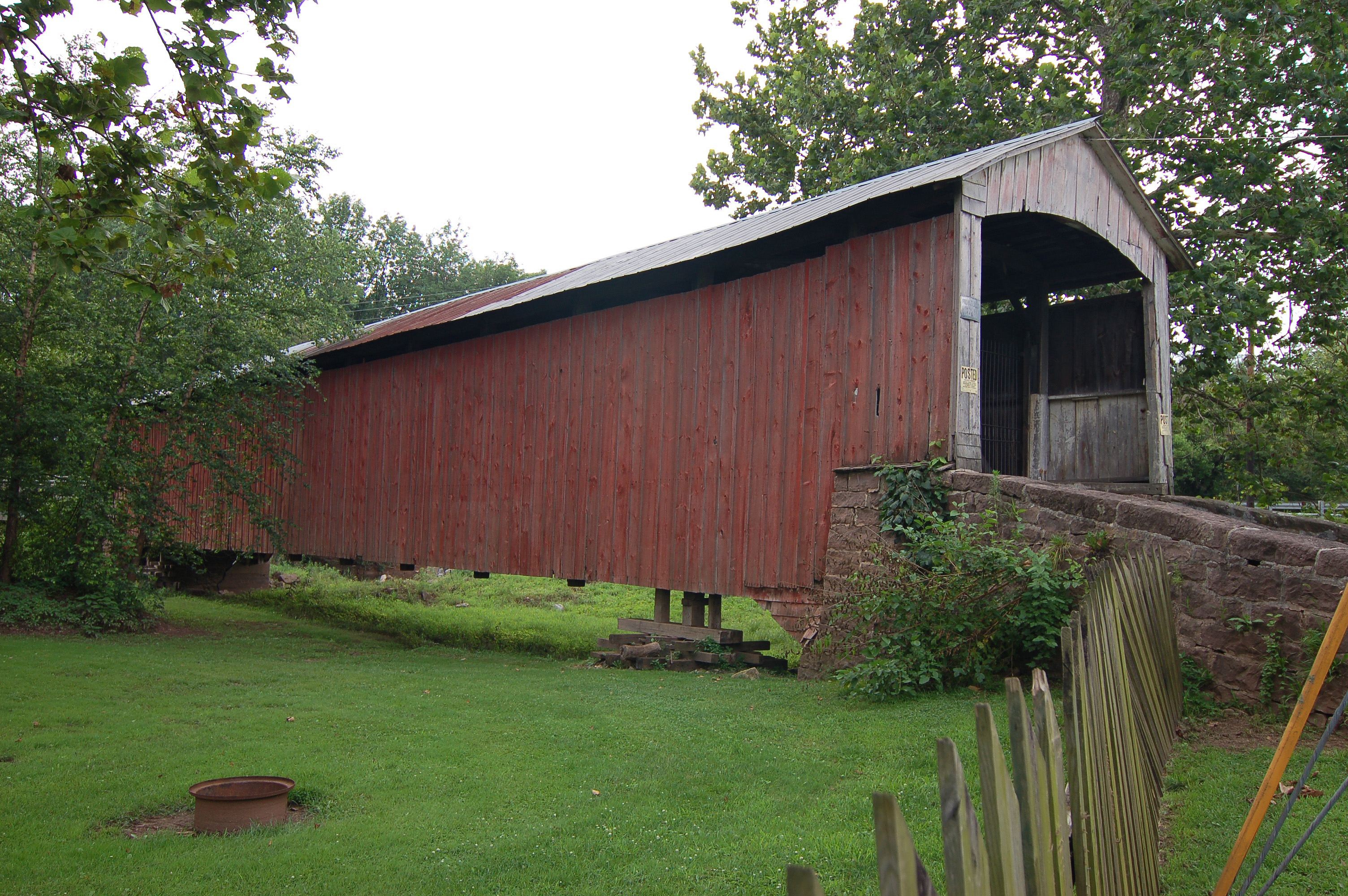
Pod acoperit din Red Run, Lancaster County, Pennsylvania

Se găsesc în zonele rurale din Statele Unite și Canada. În SUA, Pennsylvania este statul cu cele mai multe poduri acoperite (peste 200). Statul Vermont are cea mai mare densitate de poduri acoperite din lume, având în total 107 poduri acoperite. Oregon este statul cu cele mai multe poduri acoperite cu statut de monument istoric din vestul Statelor Unite. Podurile acoperite sunt frecvente și în locuri ca Elizabethton, Tennessee; Lane County, Oregon; Madison County, Iowa; Parke County, Indiana; Blount County, Alabama. Poduri acoperite mai supraviețuiesc și în zone din California, Indiana, Ohio, Michigan, Kentucky, Maryland, Minnesota, Virginia, West Virginia, Wisconsin, New England.
Hartland Bridge din Hartland, New Brunswick este cel mai lung pod acoperit din lume. Deschis pe 4 iulie 1901 are 390 m și traversează râul Saint John, fiind monument istoric.  at , is the longest covered bridge in the world. It is a national historic site. În 1900, New Brunswick număra aproximativ 400 poduri acoperite, în Quebec fiind mai mult de 1000, pe când în Ontario se găseau doar 5. În 2006, în Quebec mai sunt 95, 65 în New Brunswick, și 2 în Ontario.
Cel mai lung pod acoperit  (5,960 ft) a fost cel dintre Columbia și Wrightsville, Pennsylvania peste râul Susquehanna. Era folosit de trecători, vehicule și calea ferată. A fost incendiat în 28 iunie 1863 de forțele Uniunii în timpul Războiului Civil American pentru a împiedica folosirea lui de către armata confederată din Virginia de Nord în timpul campaniei Gettysburg. Un nou pod a fost construit din lemn, dar a fost distrus de viscol câțiva ani mai târziu. A fost reconstuit ca pod de oțel obișnuit.
În 2008 cel mai lung pod acoperit din Statele Unite a fost podul Smolen-Gulf construit peste râul Ashtabula lângă Ashtabula, Ohio.
Podurile acoperite sunt considerate vintage și atrag turiștii, dar scopul pentru care au fost acoperite era în special pentru protejarea structurii podului propriu zis. Un pod construit din lemn fără acoperiș rezistă în condiții climatice ca cele din nordul Statelor Unite și Canada aproximativ 15 ani, pe când unul cu acoperiș rezistă până la 80 de ani(fără intervenții). Podurile cu acoperiș construite din lemn au fost renovate folosindu-se în structura de rezistență materiale moderne precum oțel sau beton, pentru a le spori rezistența și durabilitatea în timp. Unel dintre poduri, precum cele din Newton Falls, Ohio și Elizabethton, Tennessee au o structură pietonală integrată cu acoperiș propriu.